# Jądro kondensacji
Jądro kondensacji (ang. cloud condensation nucleus, CCN) – cząstka aerozolu atmosferycznego mająca typowo średnicę poniżej 1μm i ułatwiająca parze wodnej kondensację. 
Istnienie jąder kondensacji jest niezbędne do powstawania w atmosferze kropel chmurowych a przez to samych chmur. Spontaniczne łączenie się molekuł wody bez udziału jąder kondensacji jest mało prawdopodobne i wymaga występowania ciśnienia parcjalnego pary wodnej wielokrotnie przekraczającego ciśnienie pary nasyconej - takie warunki praktycznie nie występują w atmosferze. 
Jądra kondensacji ułatwiają kondensację dzięki kilku efektom:
- zapewnienie materialnej powierzchni, na której zachodzić może kondensacja[2],
- zmiana składu chemicznego roztworu (rozpuszczenie się lub wymieszanie substancji tworzącej jądro kondensacji z kondensującą wodą zmienia prawdopodobieństwo kondensowania i parowania wody z kropli)[2],
- jądro kondensacji składające się z substancji higroskopijnej łatwiej wychwytuje i silniej wiąże molekuły wody niż inne molekuły wody[1].

Od koncentracji i rodzaju aerozolu atmosferycznego zależą własności chmur powstających w atmosferze, takie jak koncentracje i rozmiar kropelek chmurowych, a przez to także oddziaływanie chmury z promieniowaniem słonecznym i ziemskim promieniowaniem podczerwonym. Nazywamy to pośrednim efektem aerozolowym. To jedno ze zjawisk, dzięki którym zmiany w koncentracji i rodzaju aerozolu atmosferycznego mogą wpływać na klimat Ziemi.